# Feyenoord
Feyenoord Rotterdam ali preprosto Feyenoord je nizozemski nogometni klub iz Rotterdama. Ustanovljen je bil 19. julija 1908 kot Wilhelmina, a se nato leta 1912 preimenoval v SC Feijenoord, potem leta 1974 v SC Feyenoord in nato leta 1978 v sedanje ime. Trenutno igra v Eredivisie, 1. nizozemski nogometni ligi. Skupaj s PSV-jem in Ajaxom tvori trojico nizozemskih klubov, ki so osvojili kakršenkoli evropski pokal. Največji uspeh Feyenoorda je naslov evropskega prvaka leta 1970, poleg tega pa ima še dva pokala Evropske lige iz let 1974 in 2002 ter naslov podprvaka inavguralne sezone Evropske konferenčne lige leta 2022. Feyenoord ima tudi 16 naslovov državnega prvaka, 14 KNVB pokalov ter 4 pokale Ščita Johana Cruijffa.
Feyenoordov domači stadion je De Kuip, ki sprejme 51.177 gledalcev. Barve dresov so rdeča, bela in črna.

## Rivalstvo
Feyenoordov rival je Ajax. Dvoboje med tema dvema kluboma imenujejo De Klassieker (klasika)